# Diamant Jaunde
Diamant de Yaoundé – kameruński klub piłkarski, grający w trzeciej lidze kameruńskiej, mający siedzibę  w mieście Jaunde.

## Historia
Swój pierwszy sukces klub osiągnął w 1964 roku, gdy w finale Pucharu Kamerunu pokonał 3:0 P&T Social Club. W 1971 i 1972 roku także sięgał po krajowy puchar, dwukrotnie z rzędu pokonując 3:2 w finale Cadman Duala. W 1966 roku Diamant Jaunde wywalczył swój jedyny tytuł mistrza kraju. W 1988 roku dotarł do półfinału Pucharu Zdobywców Pucharów, jednak uległ w nim w dwumeczu z późniejszym zdobywcą, tunezyjskim CA Bizertin (1:0, 0:3). Z kolei w 1991 roku został wicemistrzem kraju, tracąc 9 punktów do pierwszego Canonu Jaunde.

## Sukcesy
- Première Division:

mistrzostwo (1): 1966
wicemistrzostwo (1): 1991
- Puchar Kamerunu:

zwycięstwo (3): 1964, 1971, 1972
finalista (4): 1973, 1987, 1989, 1992

## Występy w afrykańskich pucharach
| Sezon | Rozgrywki                 | Runda | Kraj             | Klub                | Dom | Wyjazd | Dwumecz                 |
| ----- | ------------------------- | ----- | ---------------- | ------------------- | --- | ------ | ----------------------- |
| 1967  | Puchar Mistrzów           | 1     |                  | Al-Ittihad Trypolis | -   | -      | walkower dla Al-Ittihad |
| 1988  | Puchar Zdobywców Pucharów | 1     | Gwinea Równikowa | Atlético Malabo     | 5–0 | 1–3    | 6–3                     |
| 1988  | Puchar Zdobywców Pucharów | 2     | Senegal          | ASC Jeanne d’Arc    | 2–1 | 2–1    | 4–2                     |
| 1988  | Puchar Zdobywców Pucharów | 1/4   | Kenia            | AFC Leopards        | 1–0 | 0–1    | 1–1 (k. 5–3)            |
| 1988  | Puchar Zdobywców Pucharów | 1/2   | Tunezja          | CA Bizertin         | 1–0 | 0–3    | 1–3                     |
| 1992  | Puchar CAF                | 1     | Czad             | AS CotonTchad       | 2–0 | 1–1    | 3–1                     |
| 1992  | Puchar CAF                | 2     | Zair             | OC Mbongo Sport     | 1–1 | 0–0    | 1–1                     |

## Reprezentanci kraju grający w klubie
Stan na wrzesień 2016.
| - André Kana-Biyik - Charles Léa - Benjamin Massing | - Emile M’Bouh - Jean-Jacques Missé-Missé |